# Plattekill
Plattekill es un pueblo ubicado en el condado de Ulster en el estado estadounidense de Nueva York. En el año 2000 tenía una población de 9 892 habitantes y una densidad poblacional de 107,3 personas por km².

## Geografía
Plattekill se encuentra ubicado en las coordenadas 41°36′59.75″N 74°4′33.92″O / 41.6165972, -74.0760889. Según la Oficina del Censo, la ciudad tiene un área total de 92,5 km² (35,7 mi²), de la cual 92,2 km² (35,6 mi²) es tierra y 0,2 km² (0,1 mi²) (0,22%) es agua.

## Demografía
Según la Oficina del Censo en 2000 los ingresos medios por hogar en la localidad eran de $40 448, y los ingresos medios por familia eran $47 684. Los hombres tenían unos ingresos medios de $36 675 frente a los $29 449 para las mujeres. La renta per cápita para la localidad era de $18 651. Alrededor del 9,6% de la población estaban por debajo del umbral de pobreza.